# Brandenstein (Möckern)
Brandenstein ist ein Ortsteil von Möckern im Landkreis Jerichower Land in Sachsen-Anhalt.

## Geografie

### Lage und Dorfgliederung
Brandenstein liegt sehr ländlich und ruhig. Überwiegend von Wald umgeben öffnet sich die Landschaft nur nach Norden hin zum Fiener Bruch. Um in die kleine Stadt Möckern zu gelangen, muss man 25 km über diverse Nebenstraßen in südwestliche bzw. südliche Richtung zurücklegen. Daher wird von hier aus eher nach Burg gefahren. Die 20 km westlich gelegene Kreisstadt des Jerichower Landes ist über die nicht weit entfernte Bundesstraße 1 gut zu erreichen.
Etwa zwei Kilometer nördlich und bereits jenseits der Stadtgrenze von Möckern, befindet sich der Ort Gladau, ein Ortsteil der rund 18 km nördlich gelegenen Stadt Genthin. Genau so weit ist es in östliche Richtung in die brandenburgische Stadt Ziesar. Im Süden trifft man in gut zwei Kilometer Entfernung auf den Ort Krüssau.
Von wenigen Gebäuden abgesehen, befindet sich die eher lückenhafte Bebauung ausschließlich östlich einer hier von Nord nach Süd verlaufenden Kreisstraße. Obwohl eine klassische Dorfgliederung fehlt, bildet das am Südostrand gelegene Gutsgelände, mit Herrenhaus und Kirche, den Dorfkern.

### Geologie und Landschaft
Der kleine Ort, von Wald, Wiese und Feld umgeben, liegt in dem 25.063 Hektar großen und sehr waldreichen Landschaftsschutzgebiet (LSG) Möckern-Magdeburgerforth. Der Nordrand des LSG liegt nur wenige hundert Meter nördlich von hier. Das Gebiet erstreckt sich in südliche Richtung bis zur rund 18 km (Luftlinie) südwestlich gelegenen Stadt Möckern. Das vollständige Areal des hiesigen LSG ist ein Teil des Burg-Ziesarer Vorfläming und gehört zum Fläming.
Die westlichen Ausläufer des Vorfläming, erreichen in der Umgebung von Brandenstein eine Höhe von um die 60 Meter. Der eiszeitliche Höhenrücken, der von Südost nach Nordwest verläuft, findet etwa fünf Kilometer westlich des Ortes sein Ende bei Hohenseeden. Am Westrand dieses Ortes fällt das Gelände schroff in das Urstromtal der Elbe ab. Von dort bis zum anderen Ende des Fläming im Südosten, sind es über 100 km zum Fluss Dahme in Brandenburg.

## Geschichte
Von Brandenstein ist bekannt, dass es 1362 als „Ghezerik“ und 1459 als „Jeserigk“ erwähnt wurde und in diesem Zeitraum im Besitz einer Familie von Krussow (Krüssow) war. Die Geschichte von Brandenstein ist eng mit der Familie von Arnim verbunden. Im Jahre 1507 entschloss sich Lippold I. von Arnim, seine Besitzungen im brandenburgischen Zehdenick zu veräußern, um im Erzbistum Magdeburg einen neuen Familienbesitz zu gründen. Neben den Gütern in Hohenseeden, Krüssau und Theeßen erwarb er am 29. Mai 1507 auch das Gut Brandenstein als Lehen.
Nachdem 1680 die Landesherrschaft vom Erzbistum an das brandenburgische Herzogtum Magdeburg übergegangen war, wurde der Ort dem neuen Jerichower Gesamtkreis zugeordnet. Dieser wurde, nun unter preußischer Herrschaft, 1785 in zwei Distrikte aufgeteilt. Brandenstein kam zum Distrikt Jerichow II. Ab 1807 gehörte der Ort, während der westphälischen Zwischenherrschaft in Magdeburg zur Kurmark und nach Ende der Befreiungskriege zum Landkreis Jerichow II des Regierungsbezirkes Magdeburg der preußischen Provinz Sachsen. 1928 wurden die bisher selbständigen Gutsbezirke aufgelöst und eingemeindet. Davon war auch Brandenstein betroffen, das zu Krüssau kam. Die Familie von Arnim ist bis in die Gegenwart hinein Gutsherr in Brandenstein geblieben, wo sie sich hauptsächlich mit der Forstwirtschaft beschäftigt. Lediglich in den Jahren von 1945 bis 1992 war das Gut, nach seiner Enteignung durch die sowjetische Besatzungsmacht, in fremden Händen. Das Herrenhaus Brandenstein diente während dieser Zeit als staatliches Kinderheim. Im Zuge der DDR-Verwaltungsreform kam es 1952 zu einer Umbenennung des Kreises in Kreis Genthin. 1994 wurde der Kreis Genthin mit dem Kreis Burg zum neuen Landkreis Jerichower Land zusammengelegt.
1910 hatte Brandenstein 117 Einwohner. 1939 hatten beide zusammengelegten Orte 351, 1964 453 Einwohner.
Bernd von Arnim kaufte 1992 das Herrenhaus Brandenstein und den 1250 Hektar großen Brandensteiner Forst vom Landkreis zurück. Im Herrenhaus, das aufwändig saniert wurde, richtete er die Forstverwaltung ein, die seither zum größten Arbeitgeber der Region zählt. Im Jahre 2007 feierte die Familie im Ort unter großer öffentlicher Beteiligung „500 Jahre Arnims in Brandenstein“.
Bis zur Eingemeindung am 1. Januar 2010 war das Dorf ein Ortsteil der Gemeinde Krüssau, heute ebenfalls ein Ortsteil der Stadt Möckern.

## Denkmäler
- Gutskapelle
- Rittergut Brandenstein
- Dorfkirche Sankt Andreas

## Persönlichkeiten
- Johann August von Arnim (1723–1797), Rittergutsbesitzer und Landrat
- Ludwig Heinrich Wilhelm von Arnim (1771–1848), Landtagsabgeordneter, Landrat und Kreis-Feuer-Sozietäts-Direktor, wurde hier geboren und übernahm 1799 das hiesige Gut[7]
- Ferdinand von Arnim (1772–1835), preußischer Generalmajor und Kommandeur der 13. Kavallerie-Brigade, wurde hier geboren
- Wilhelm von Arnim (1814–1890), preußischer Verwaltungsbeamter, wurde hier geboren